# Ulysses űrszonda
Az Ulysses űrszonda az Európai Űrügynökség (ESA) és a NASA közösen kivitelezett küldetése, amely kilépve az ekliptika síkjából vizsgálta a Nap sarkvidékeit.

## Küldetés
Az Amerikai Űrkutatási Hivatal (NASA) és az Európai Űrügynökség (ESA) közös küldetése a Nap, valamint annak a környező űrre vonatkozó hatásai vizsgálatára. Az első űrszonda, mely a Nap pólusai fölött és alatt vizsgálta az űrbéli környezetet. Az Ulysses útja során szerzett adathalmaz megváltoztatta a kutatók vélekedését csillagunkról és annak Naprendszerünkre gyakorolt hatásával kapcsolatban.

## Gyártók, üzemeltetők
A űreszközt a németországi Dornier Systems építette az ESA megrendelésére. A NASA vállalta a világűrbe való kijuttatását. A tudományos műszerek között egyaránt találhatók Európában és Amerikában fejlesztett eszközök. Az Ulysses üzemeltetését a kaliforniai Pasadenában lévő Jet Propulsion Laboratoryban végezte egy európai és amerikai tagokból álló csoport. Az eszközzel való kommunikáció során felhasználták a NASA Deep Space Network nevű globális kommunikációs hálózatát.

## Történet
1990. október 6-án a Discovery űrrepülőgép legénysége állította pályairányba. 1992 februárjában közelítette meg a Jupitert, ahol gravitációs hintamanővert végzett.  Ötéves  élettartamot vártak tőle, melyet bőven túlszárnyalt. Több mint 17 évvel később, 2008 elején még mindig Nap körüli pályán keringett. A szondához köthető legfontosabb felfedezések között említhető a csillagközi por és héliumatomok első közvetlen mérésének ténye.
A Jupiternél tett 1992-es látogatása óta a szonda 6 éves periódusokban kerüli meg a Napot. Hosszú útja során három üstökös csóváján is keresztülhaladt. Egyikük, a Hyakutake üstökös csóvája az eddig ismert leghosszabb, mintegy 500 millió kilométer hosszú.

### A küldetés vége
Az Ulysses a Naptól távolodva egyre nagyobb hideget kellett, hogy átvészeljen. A szonda manőverező rendszerének üzemanyagául szolgáló hidrazin fagyáspontja 2 Celsius-fok. Az üzemanyag-rendszer túlzott lehűlését fűtéssel akadályozta meg a szonda.
Az űreszköz energiaellátását radioaktív izotóp bomlása biztosította, mely azonban 17 év után már nem volt képes megfelelő mennyiségű energiát szolgáltatni, így a szondát üzemeltető csoport a nagy teljesítményű, X-sávban dolgozó rádióadó ideiglenes kikapcsolása mellett döntött. Az így megtakarított mintegy 60 wattnyi energiával próbálták meg fenntartani az üzemanyagrendszer fűtését és a tudományos eszközök működőképességét. Azonban a 2008 januárjában végzett teszt során nem sikerült újra üzembe helyezni a nagy teljesítményű adót, ráadásul az attól elvont energiát sem sikerült átirányítani a kritikus helyzetben lévő eszközök felé.
Ennek következtében az adatok vételére a Földön nem voltak elegendőek a 34 méteres rádióantennák, helyettük a Deep Space Network 70 méteres antennáit kellett használni, ezekre azonban nagy igény van, például a később felbocsátott űrszondákkal való kapcsolattartáshoz is, így hosszabb távon nem jelenthettek megoldást.
Az üzemeltető mérnök-tudóscsoport amíg lehetett, a kisebb teljesítményű, S-sávos rádióadó segítségével a korábban megszokott adatátviteli sebesség 5%-ával gyűjtötte tovább az adatokat a szonda tudományos műszereiből. Végül az Ulysses 2009. június 30-án befejezte tudományos pályafutását. Az eredetileg tervezett 5 évnél 12 évvel tovább működött.

### Magyar oldalak
- Varga András: Mit látott az Ulysses a Nap szoknyája alatt?: 1. rész 2. rész
- Horvai Ferenc: Az Ulysses jól teljesít : 1. rész 2. rész 3. rész

### Külföldi oldalak
- Ulysses (NASA/JPL)
- Az ESA Ulysses honlapja
- A NASA Ulysses honlapja